# Élection présidentielle namibienne de 2014
L'élection présidentielle namibienne de 2014 se déroule le 28 novembre 2014 en même temps que les élections législatives. 
Elle est remportée par le candidat de l'Organisation du peuple du Sud-Ouest africain (SWAPO), Hage Geingob, avec 86,73 % des suffrages.

## Mode de scrutin
Le président namibien est élu au scrutin uninominal majoritaire à deux tours.

## Résultats
| Candidats                | Candidats                | Partis                                           | Premier tour | Premier tour |
| Candidats                | Candidats                | Partis                                           | Voix         | %            |
| ------------------------ | ------------------------ | ------------------------------------------------ | ------------ | ------------ |
|                          | Hage Geingob             | Organisation du peuple du Sud-Ouest africain     | 772 528      | 86,73        |
|                          | McHenry Venaani          | Alliance démocratique de la Turnhalle            | 44 271       | 4,97         |
|                          | Hidipo Hamutenya         | Rassemblement pour la démocratie et le progrès   | 30 197       | 3,39         |
|                          | Asser Mbai               | Organisation démocratique de l'unité nationale   | 16 740       | 1,88         |
|                          | Henk Mudge               | Parti républicain                                | 8 676        | 0,97         |
|                          | Ignatius Shixwameni      | Parti de tous les peuples                        | 7 266        | 0,82         |
|                          | Usutuaije Maamberua      | Union nationale du Sud-Ouest africain            | 5 028        | 0,56         |
|                          | Ben Ulenga               | Congrès des démocrates                           | 3 518        | 0,39         |
|                          | Jan Mukwilongo           | Combattants namibiens pour la liberté économique | 2 514        | 0,28         |
|                          |                          |                                                  |              |              |
| Total                    | Total                    | Total                                            | 890 738      | 100          |
| Abstentions              | Abstentions              | Abstentions                                      | 347 551      | 28,00        |
| Inscrits / participation | Inscrits / participation | Inscrits / participation                         | 1 241 194    | 72,00        |